# M2M (gruppo musicale)
Le M2M sono state un duo pop norvegese, attivo fra il 1999 ed il 2002, composto da Marion Elise Raven e Marit Elisabeth Larsen.
Raven e Larsen, conosciutesi fin da bambine, cominciarono a lavorare assieme fin dagli anni '90 quando decisero di chiamarsi, M&M ma, essendo questo nome già utilizzato da un altro gruppo, optarono per M2M.

## Storia
Il duo fu scoperto dai produttori norvegesi Kenneth M. Lewis e Kai Robøle che procurarono il contratto con la casa discografica Atlantic Records nel 1998.
Il loro primo singolo, Don't Say You Love Me, è uscito nel 1999, ed è stato scelto come colonna sonora di Pokémon il film - Mewtwo colpisce ancora. Il film ha aiutato la canzone a raggiungere il successo in tutto il mondo e il duo intanto realizza il suo primo album, Shades of Purple, nel 2000, che ha raggiunto la testa della classifica in Norvegia, in diversi paesi asiatici ed è entrato nella Top 40 nella maggior parte degli altri paesi.
Nel settembre dello stesso anno, gli Hanson, aprono i loro concerti. In precedenza nel corso dell'anno, hanno eseguito un concerto speciale a Disneyland, in onda il 29 aprile 2002, sotto il nome di "M2M e BBMak in Concert", eseguendo sei canzoni passeggiando intorno al parco.
Altri quattro singoli sono stati estratti dall'album: Mirror Mirror, The Day You Went Away, Pretty Boy e Everything You Do. La loro abilità con le lingue le ha rese celebri anche in Asia, in quanto traducono alcune delle loro canzoni in mandarino come Pretty Boy. Tuttavia non colsero l'occasione di tradurre il loro grande successo The Day You Went Away e la cantante taiwanese Cyndi Wang ne fece una sua versione.
Nel 2002 il duo ritorna alla carica con un sound più maturo (meno orientato al pop) e con il loro secondo album, The Big Room. In due anni, le loro voci erano cambiate, soprattutto quella di Raven. Il primo singolo tratto dall'album è stato Everything, seguito da What You Do About Me. Il loro terzo singolo, Don't è uscito solo negli Stati Uniti e in America Latina e Wanna Be Where You Are è uscito nelle Filippine. La promozione per il loro secondo disco include varie apparizioni in TV. Figurano nel 100º episodio di Dawson's Creek.
Quell'anno, partecipano anche al Pantene Pro-Voice, una serie di concerti che in andava in onda su MuchMusic. Mentre erano in tournée con Jewel, le M2M vengono abbandonate dalla Atlantic Records, per mancanza di vendite record, anche se l'album ebbe molto successo in Norvegia, Asia e Australia. Anche se le M2M sono state la più popolare band femminile norvegese, quella di maggior successo, e le più giovani artiste a ricevere consensi internazionali dopo gli a-ha, si divisero nel settembre dello stesso anno. 
Dopo un periodo da soliste, cantando con i propri nomi, nel settembre 2024 annunciano la reunion.

## Discografia

### Album
- 2000  – Shades of Purple
- 2002  – The Big Room
- 2003  – The Day You Went Away: The Best of M2M

### Singoli
- Don't Say You Love Me (1999/2000)
- Mirror Mirror (2000)
- The Day You Went Away (2000)
- Pretty Boy (2000)
- Everything You Do (2000)
- Girl in Your Dreams (2000)
- Everything (2002)
- What You Do About Me (2002)
- Wanna Be Where You Are (Philippines promo single)
- Don't (U.S. promo single)

## Riconoscimenti
- Le M2M furono nominate per la "Miglior Canzone" e vinsero il titolo come"Miglior gruppo norvegese" al Norway's HitAwards 2000.
- Nel giugno del 2000, M2M vennero scelte come "Rivelazione dell'anno" dalla Singapore Radio Association.
- M2M vennero nominate per il "Miglior Gruppo" agli Spellemannprisen del 2001.
- M2M vennero nominate per il "Favorite Pop Act" agli MTV Asia music awards del 2002.